# Roch Castonguay
Roch Castonguay es un actor canadiense nacido en el condado de Prescott-Russell, Ontario, conocido por su actuación en Francoeur y en la sitcom Météo+.

## Biografía
Roch Castonguay comenzó su carrera teatral en 1977. Dos años más tarde funda, junto a Jean Marc Dalpé, Robert Bellefeuille, y Lise L. Roy, el grupo de teatro Théâtre de la Vieille. En 1998, actúa en la obra L'été dernier à Golden Pond, lo que le valió una nominación para los premios Soirée des Masques de teatro del diario Le Droit. En 2001, Théâtre-Action le otorgó el premio a la Personalidad.
En cine, sus encuentros con Pierre Falardeau le llevaron a participar en dos de sus películas. También participó en numerosas producciones de televisión.
Castonguay colabora en radio-teatros dramáticos, traducciones para la televisión y dibujos animados. Recientemente, se dedica a la formación de nuevos actores para el Instituto Nacional de la Imagen y el Sonido y trabaja como artista invitado en la Universidad Laurentienne.

## Filmografía

### Cine
- 1989: Le Party : Marcel
- 1996: Le Dernier des Franco-Ontariens : Nino le clown
- 2001: 15 février 1839 : Jean Yelle
- 2011: La Sacrée : ???

### Series de televisión
- 2000 : Fortier : ???
- ??? : Le Sorcier : ???
- 1999 : Science Point Com : ???
- 2003 : FranCœur : Henri Letourneau
- 2007 : Pointe-aux-chimères : ???
- 2008 : Météo+ : Spare Change
- 2012 : Les Bleus de Ramville : le maire Desjardins